# Przestrzeń okołogłośniowa
Przestrzeń okołogłośniowa – w anatomii człowieka przestrzeń znajdująca się po obu stronach krtani, ważna ze względu na znaczenie rokownicze w przypadku szerzenia się raka krtani. Zawiera mięśnie głosowe. Ograniczona jest od przodu i boku chrząstką tarczowatą i stożkiem sprężystym, od tyłu błoną śluzową zachyłków gruszkowatych, przyśrodkowo błoną czworokątną. Od przodu łączy się z przestrzenią przednagłośniową. Naciek nowotworowy szerzący się w tej lokalizacji możliwy jest do rozpoznania tylko na podstawie badania tomografii komputerowej lub rezonansu magnetycznego.